# 横山重
横山 重（よこやま しげる、1896年1月22日 - 1980年10月8日）は、中世国文学者。

## 経歴
1896年、長野県東筑摩郡片丘村北内田（現松本市）で生まれた。慶應義塾大学文学部で学び、1922年に卒業。
1924年、慶應義塾大学予科教員に採用された。1942年に退任し、以後在野で活動。島木赤彦に師事して『万葉集』を研究。のち琉球史料、室町時代物語、古浄瑠璃へと研究対象をひろげてゆき、多数の校本を刊行した。大岡山書店と関係が深くほぼ専属出版社の趣があった。1933年から1942年まで『三田文学』に「書物捜索」を連載した。
戦後は1953年から1961年『新文明』に連載継続。関連著作の編集長はいずれも和木清三郎がつとめた。

## 受賞・栄典
- 1940年：三田文学賞を受賞。

## 著作
著書
- 『書物捜索』(全2巻) 鈴木棠三・貴志正造・森川昭編集委員、角川書店 1978-1979。
- 『横山重自伝』原秋津 1994[3]

編纂・校訂
- 『古事記』慶応義塾出版局 1927
- 『伴信友家集』弥富破摩雄共編、大岡山書店 1932
- 『中島広足全集』弥富破摩雄共編、大岡山書店 1933
- 『神道集』安居院著、大岡山書店 1934
- 『物語草子目録』巨橋頼三共編、大岡山書店 1937
- 『説経節正本集』藤原弘共編、大岡山書店 1936-1937
- 『琉球史料叢書』(全5巻) 伊波普猷・東恩納寛惇共編、名取書店 1940-1942
- 『室町時代物語集』(全3巻) 太田武夫共編、大岡山書店 1937-1942
- 『住吉物語集 本文篇』大岡山書店 1943
- 『室町時代小説集』昭南書房 1943
- 『古浄瑠璃集』(全3巻) 古典文庫 1953-1956
- 『きのふはけふの物語』古典文庫(近世文芸資料) 1954
- 『好色一代男』井原西鶴著、岩波文庫　1955
- 『室町時代物語』(全5巻) 太田武夫・松本隆信共編、古典文庫 1954-1961
- 『新撰菟玖波集』宗祇著、野口英一と校訂、風間書房 1958
- 『説経浄瑠璃集』(全2巻) 古典文庫 1958-1959
- 『加賀掾段物集』古典文庫(近世文芸資料)　1958
- 『好色二代男』井原西鶴著、岩波文庫 1958
- 『初期仮名草子集』森武之助共編、古典文庫(近世文芸資料)　1959
- 『好色一代女』井原西鶴著、岩波文庫 1960
- 『古浄瑠璃集』(4-7) 信多純一共編、古典文庫 1961-1971
- 『神道物語集』古典文庫 1961
- 『室町時代物語集』(1-5) 太田武夫共編、井上書房 1962
- 『本朝二十不孝』井原西鶴著、小野晋と校訂、岩波文庫 1963
- 『室町時代物語』(6-7) 古典文庫 1964-1966
- 『古浄瑠璃正本集』(全10冊) 角川書店 1964-1982
- 『武家義理物語』井原西鶴著、前田金五郎と校注、岩波文庫 1966
- 『武道伝来記』井原西鶴著、前田金五郎と校注、岩波文庫 1967
- 『説経正本集』(全3巻) 角川書店 1968
- 『竹林抄古註』角川書店(貴重古典籍叢刊)　1969
- 『琉球神道記』良定著、角川書店 1970
- 『新撰菟玖波集』宗祇著、金子金治郎共編、角川書店(貴重古典籍叢刊)　1970
- 『物語艸子目録』巨橋頼三共編、角川書店 1971
- 『心敬作品集』角川書店(貴重古典籍叢刊) 1972
- 『室町時代物語大成』(全13巻) 松本隆信共編、角川書店 1973-1985
- 『じやうるり』信多純一共編、大学堂書店 1982
- 『果園文庫蔵書目録』臨川書店 1992